# Rudnia (rejon olewski)
Rudnia (ukr. Рудня) – wieś na Ukrainie, w obwodzie żytomierskim, w rejonie olewskim. W 2001 roku liczyła 136 mieszkańców.